# Kaitlin Doubleday
Kaitlin Doubleday (Los Angeles, 19 juli 1984) is een Amerikaanse actrice. Ze verscheen aanvankelijk op het witte doek in kleine rollen, zoals in Waiting... (2005) en Accepted (2006). Vanaf 2015 had ze een grotere rol in de muzikale dramaserie Empire. In 2019 had Doubleday een hoofdrol in de televisiefilm Christmas at Graceland: Home for the Holidays.

## Privéleven
Doubleday trouwde in mei 2016 met diskjockey Devin Lucien, met wie zij een zoon heeft. Haar jongere zus, Portia Doubleday, is eveneens actrice.

## Filmografie

### Films
- Catch Me If You Can (2002)
- Freshman Orientation (2004)
- Waiting... (2005)
- The TV Set (2006)
- Accepted (2006)
- The Tomb (2009)
- Final Sale (2011)
- The March Sisters at Christmas (2012, televisiefilm)
- Famous (2012, korte film)
- The Magic Bracelet (2013, korte film)
- Friend Request/Chance at Romance (2013, televisiefilm)
- Inversion (2015)
- Dragon Warriors (2015)
- Po (2016)
- Christmas at Graceland: Home for the Holidays (2019, televisiefilm)

### Televisieseries (selectie)
- Cold Case (2004)
- Justice (2006)
- Cavemen (2007)
- CSI: Miami (2008)
- Bones (2009)
- Criminal Minds (2010)
- Chase (2011)
- Drop Dead Diva (2011)
- Hung (2011)
- Witches of East End (2013)
- Mixology (2014)
- Empire (2015-2016, 2018)
- Nashville (2017-2018)